# Salix rhododendrifolia
Salix rhododendrifolia — вид квіткових рослин із родини вербових (Salicaceae).

## Морфологічна характеристика
Це кущ до 2(3) метри заввишки. Гілочки тьмяно-пурпурні чи чорнувато-пурпурні, голі. Листкова ніжка коротка чи майже відсутня, до 2 мм; листкова пластинка еліптична чи зворотно-яйцювато-еліптична, 13–25 × 7–12 мм, гола, абаксіально (низ) зазвичай зеленувата, край цільний, верхівка тупа, округла чи злегка загострена. Сережки ≈ 2 × 1 см, сидячі. Чоловіча квітка: тичинок 2; пильовики пурпурувато-червоні. Жіноча квітка: зав'язь яйцювата або вузько-яйцювата, запушена, майже сидяча або сидяча.

## Середовище проживання
Зх. Сичуань, Юньнань, пд. Тибет. Населяє зарості в долинах; на висотах 4000–4200 метрів.